# Armigeres foliatus
Armigeres foliatus är en tvåvingeart som beskrevs av Steffen Lambert Brug 1931. Armigeres foliatus ingår i släktet Armigeres och familjen stickmyggor. Inga underarter finns listade i Catalogue of Life.